# Мис таен агент
„Мис таен агент“ (на английски: Miss Congeniality) е американска комедия от 2000 година на режисьора Доналд Петри, по сценарий на Марк Лорънс, Кейти Форд и Карън Лукас. Във филма участват Сандра Бълок, Майкъл Кейн, Бенджамин Брат, Кандис Бъргън, Уилям Шатнър и Ърни Хъдсън.
„Мис таен агент“ е пуснат от Warner Bros. Pictures на 22 декември 2000 г. и е хит в боксофиса, който печели $212 в световен мащаб. Бълок получава номинация „Златен глобус“ за най-добра актриса в мюзикъл или комедия. Продължението – „Мис таен агент 2“, е пуснат на 24 март 2005 г.

## Актьорски състав
| Роля             | Изпълнител            |
| ---------------- | --------------------- |
| Грейси Харт      | Сандра Бълок          |
| Виктор Мелинг    | Майкъл Кейн           |
| Ерик Матюс       | Бенджамин Брат        |
| Кати Морнингсайд | Кандис Бъргън         |
| Стенли Фийлдс    | Уилям Шатнър          |
| Шерил Фрейзър    | Хедър Бърнс           |
| Мери Джо Райт    | Диъдри Куин           |
| Лесли Дейвис     | Уенди Ракуел Робинсън |
| Карън Крантц     | Мелиса де Суца        |
| Илейна Крюсън    | Азия де Маркос        |
| Франк Тобин      | Стив Монро            |
| Хари Макдоналд   | Ърни Хъдсън           |
| Агент Клонски    | Джон ДиРеста          |

## Сюжет
През 1982 г. младата Грейси Харт се намесва в битка на детска площадка, за да набие побойник, който заплашва момчето, което харесва. Момчето обаче се чувства унизено, че е спасено от момиче и я отхвърля грубо. В отговор Грейси го удря в носа и оставя да се цупи сам.
18 години по-късно Грейси вече е специален агент на ФБР. По време на спецоперация срещу руски мафиоти, тя не се подчинява на заповедите на своя началник, за да спаси мафиотски бос, който изглежда се задушава, което кара един от другите агенти да бъде застрелян. За наказание Грейси е понижена до работа на бюро. Скоро след това агенцията е предупредена чрез писмо от прословутия местен терорист, известен само като „Гражданинът“, за бомбена заплаха на предстоящия 75-и годишен конкурс за красота Мис Съединени щати в Сан Антонио, Тексас. Партньорът на Грейси, Ерик Матюс, е поставен начело. Той разчита на предложенията на Грейси, само за да си припише заслугите за тях. Една от идеите на Грейси е да постави агент под прикритие на събитието и да стигне до първите пет, така че да имат информация за всичко случващо се в конкурса. Когато всички възможни кандидати се оказват негодни, Ерик предлага Грейси да поеме тази роля, заменяйки Мис Ню Джърси, която е дисквалифицирана.
Треньорът на конкурса за красота Виктор Мелинг учи Грейси как да се облича, ходи и да се държи като състезател. Въпреки че първоначално е ужасена, Грейси започва да оценява обучението на Виктор. Грейси влиза в конкурса като „Грейси Лу Фрийбуш“, представляваща Ню Джърси, и се сприятелява с Шерил Фрейзър, която е Мис Роуд Айлънд. Когато състезанието започва, Грейси впечатлява съдиите по време на състезанието за таланти с уменията си да свири на стъклена арфа и техниките си за самозащита.
Идентифицирани са няколко заподозрени, включително настоящият директор на състезанието и бивша победителка в конкурса Кати Морнингсайд, нейният асистент Франк Тобин и Шерил, която има история като радикален активист за правата на животните. Грейси придружава Шерил и други състезатели, докато прекарват една нощ в купони. Грейси се опитва да се разрови в миналото на Шерил, но по невнимание научава от останалите, че миналото на Кати като състезателка в конкурса е подозрително, включително факта, че е спечелила, след като водещият състезател внезапно получил хранително отравяне. Грейси започва да вярва, че Кати е имитатор на „Гражданинът“. Когато Грейси съобщава това на Ерик и екипа, тя научава, че „Гражданинът“ е арестуван по несвързано обвинение и тъй като няма повече заплаха, техният ръководител е оттеглил мисията. Грейси настоява, че подозира, че нещо не е наред, но Ерик и екипът си тръгват, неубедени. Докато се прибират вкъщи, Виктор информира Ерик, че Франк всъщност е синът на Кати, факт, който са се опитали да скрият от ФБР заради криминалното му досие. Ерик се завръща в Тексас, за да ѝ помогне да продължи разследването въпреки заповедите на началството.
Във финалния кръг Грейси е изумена, когато е обявена за първа подгласничка. Шерил е обявена за „Мис Съединени щати“, но докато отива да приеме тиарата, Грейси разбира, че Франк се е представял за „Гражданинът“, за да направи заплахата с бомба на конкурса, и че бомбата е в короната. Грейси се бори с Шерил за короната, докато Ерик се бори с Франк, който е на път да взриви бомбата. Накрая Грейси успява да хвърли тиарата на сцената, където тя избухва и подпалва сцената. Докато Кати и Франк са арестувани, Грейси установява, че двамата са искали да убият победителката на конкурса на сцената като отмъщение за уволнението на Кати от организацията „Мис Съединени щати“. След това Ерик кани Грейси на среща и те се целуват. Скоро след това Ерик и Виктор подмамват Грейси да присъства на прощалната закуска на конкурса, където Шерил нарича Грейси „Мис Таен Агент“.

## Заснемане
Историята се развива в Ню Йорк и Сан Антонио. Сцени, показващи екстериора на St. Regis New York, както и няколко улични сцени, са заснети на място в Ню Йорк и Weehawken, Ню Джърси. Сцените от Alamo и River Walk са заснети на място в Сан Антонио. По-голямата част от филма е заснет в Остин, Тексас: сцени, изобразяващи интериора на St. Regis, са заснети в хотел Driskill в Остин; сцените на конкурса са заснети в концертната зала Bass в Тексаския университет в Остин; и сцени, изобразяващи състезателите в конкурса в техните хотелски стаи, са заснети в Omni Austin в South Park.

## Разпространение
„Мис таен агент“ е разпространен от Warner Bros. Pictures в някои страни, и от Roadshow Entertainment в Австралия и Нова Зеландия.

## Продължение
Продължението на филма – „Мис таен агент 2“, е пуснат на 24 март 2005 г. Във филма участват Сандра Бълок, Реджина Кинг, Енрике Муричано, Уилям Шатнър, Ърни Хъдсън, Хедър Бърнс, Дийдрик Бейдър и Трийт Уилямс. Продължението е по-малко успешно, критично и комерсиално, и спечели само $101.3 милиона.

## В България
В България филмът е пуснат по кината от Александра Филмс през 2001 г., по-късно е издаден на VHS и DVD от Александра Видео чрез Warner Home Video.
На 4 април 2004 г. е излъчен първоначално по bTV.
През 2011 г. се излъчват повторения по каналите на bTV Media Group.
Войсоувър дублаж
| Озвучаващи артисти  | Лина Шишкова Ася Рачева Лидия Ганева Любомир Младенов Пенко Господинов Христо Чешмеджиев |
| Преводач            | Венета Горанова                                                                          |
| Тонрежисьор         | Наско Кашаров                                                                            |
| Режисьор на дублажа | Радослав Рачев                                                                           |